# Lotte Zimmer

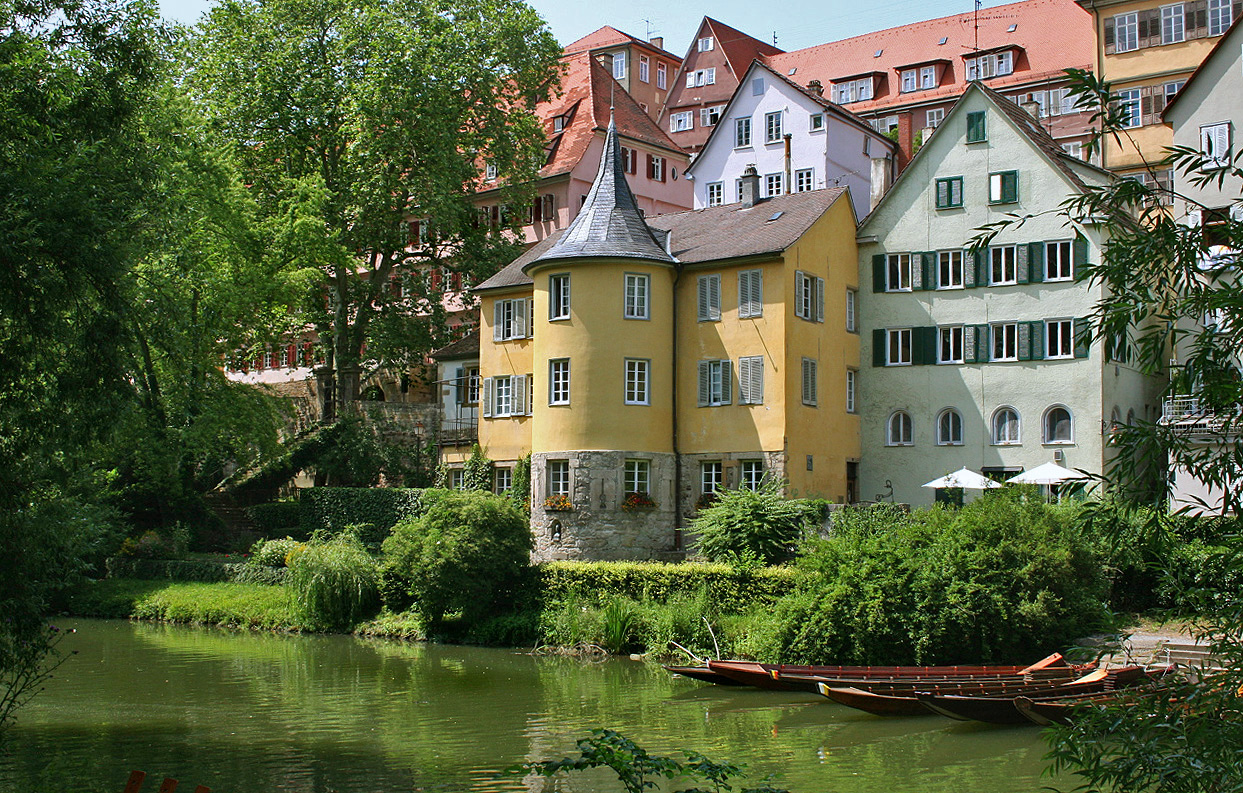
Turm der Familie Zimmer in Tübingen, heute Hölderlinturm

Charlotte Zimmer (gewöhnlich genannt Lotte, umgangssprachlich „Loddle“, * 22. November 1813 in Tübingen; † 7. November 1879 ebenda) war die Zimmerwirtin und Pflegerin des geistig verwirrten Friedrich Hölderlin in Tübingen. Ihr Briefverkehr und ihre Berichte sind wertvolle Zeugnisse für Hölderlins damalige Lebensumstände und Besuche. In Tübingen wurde sie mit einem Denkmal und der Benennung eines Wohnheims für Menschen mit psychischen Erkrankungen geehrt.

## Herkunft
Lotte Zimmer war die Tochter des Schreinermeisters Ernst Friedrich Zimmer (* 1772; † 1838) und seiner Frau Maria Elisabetha, geb. Gfrörer († 1849), die er 1801 geheiratet hatte. Von ihren fünf Geschwistern überlebten nur zwei die Geburt: Christiane (* 1803) und Christian Friedrich (* 1806). Ihr Pate war der Tübinger Zeichner Johann Christian Partzschefeldt.

## Hölderlin bei der Familie Zimmer 1807–1843

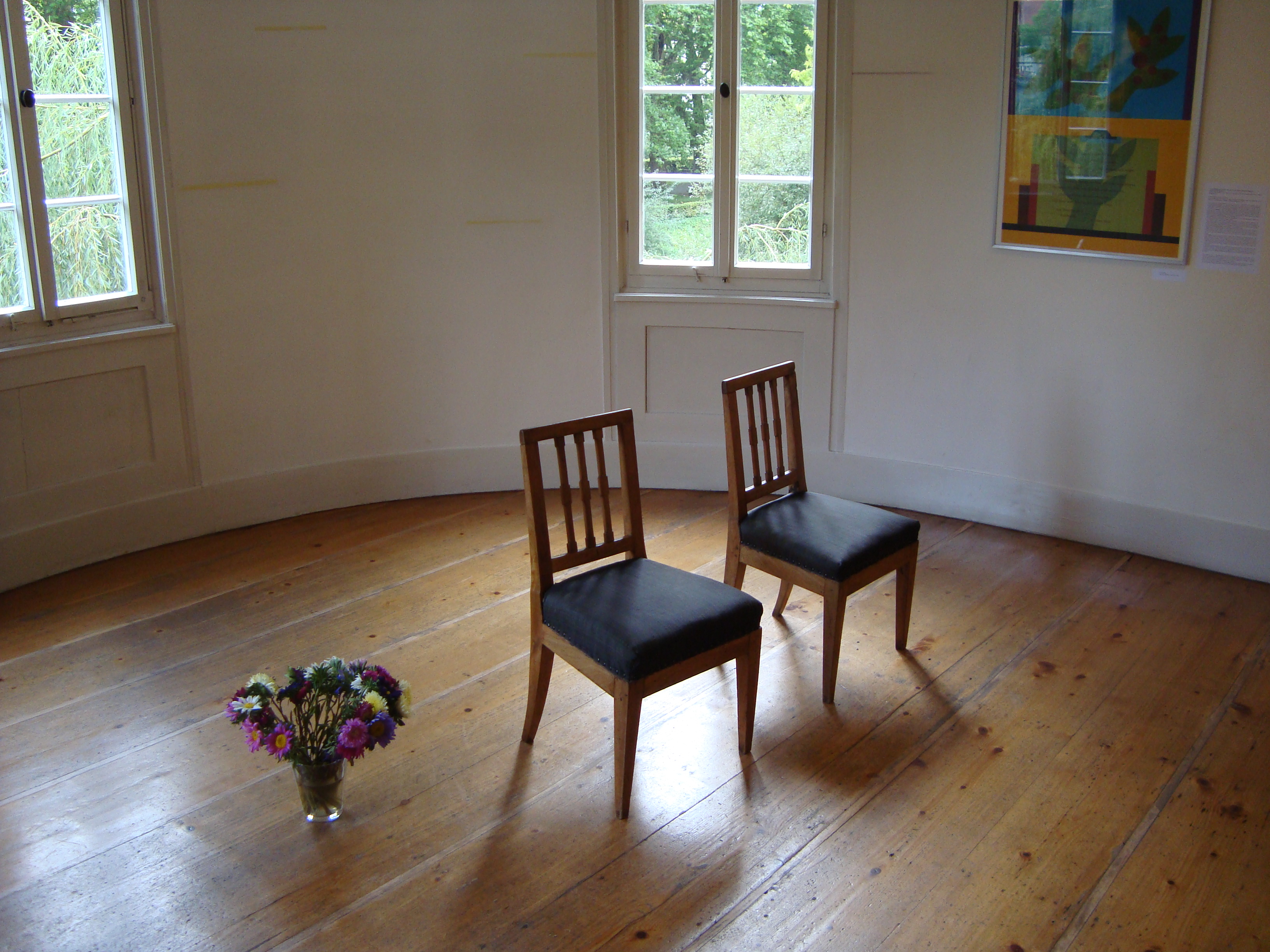
Hölderlins Turmzimmer im ersten Stock

Hölderlin war von seiner Familie gewaltsam am 15. September 1806 nach Tübingen verbracht und dort im städtischen Klinikum interniert worden. Im Mai 1807 wurde er aus dem Klinikum entlassen, mit der Prognose „höchstens noch drei Jahre“ zu leben. Am 4. Mai 1807 war der 37-jährige Hölderlin bei der Familie Zimmer zur Pflege eingezogen, kurz nachdem der damals 34-jährige Ernst Zimmer den „Turm“ am Neckar gekauft hatte. Zimmer betrieb dort im Erdgeschoss eine Schreinerei und wohnte mit seiner Familie im Obergeschoss. Im Turm wurde ein Zimmer für Hölderlin hergerichtet, für Kost und Logis kam die in Nürtingen lebende Mutter Hölderlins auf. Hermann Hesse schrieb dazu 1913 mit der Erzählung Im Presselschen Gartenhaus eine schöne Anekdote.
Rückblickend schreibt Ernst Zimmer:
„Ich besuchte Hölderlin im Clinikum und Bedauerte ihn sehr, daß ein so schönner Herlicher Geist zu Grund gehen soll. Da im Clinikum nichts weiter mit Hölderlin zu machen war, so machte der Canzler Autenrit mir den Vorschlag Hölderlin in mein Hauß aufzunehmen, er wüßte kein pasenderes Lokal.“
Ab etwa 1810 wurden im Turm-Haus weitere Zimmer an Studenten vermietet, da die Familie Zimmer auch von den Mieteinnahmen lebte. Hölderlin bekam viel Besuch, nach immer demselben Ritual.
Lotte, oder früher ihr Vater, führte die Besucher herein. Hölderlin empfing seine Besucher nie sitzend, sondern immer im Stehen an ein Schränkchen gelehnt. Er ließ nichts als den Austausch von Höflichkeiten zu. Hölderlin versuchte, die Distanz zu wahren, indem er seine Besucher mit erfundenen Titeln anredete. Für ihn war jeder eine „Majestät“ oder „Euer Heiligkeit“. Die einzige Gefälligkeit, zu der er sich überreden ließ, war das Schreiben von kurzen Gedichten. Es waren meist Vierzeiler, die er schnell, fast mechanisch aufs Papier kritzelte. Diese unterschrieb er dann mit Fantasienamen, z. B. „Scardanelli“, „Buanarotti“ oder „Salvator Rosa“ und fügte fantastische Daten an. Ob diese Besuche gut für ihn waren oder nicht, konnte Lotte nicht sagen, aber er dürfte sich wie ein Schauobjekt vorgekommen sein, denn viele besuchten ihn nur, um zu sehen, wie ein wahnsinniger Dichter lebt. Der Student Wilhelm Waiblinger schrieb am 3. Juli 1822 über einen Besuch bei Hölderlin und Lottes Schwester Christiane:
„Wir stiegen eine Treppe hinauf, als uns gleich ein wunderhübsches Mädchen entgegentrat. Ich weiß nicht ob mich ein großes lebendiges Auge … oder der allerliebste, zarte Hals und der junge, so liebliche Busen oder das Verhältnismäßige der kleinen Gestalt mehr entzückte, genug meine Blicke hingen trunken auf ihr, als sie uns fragte, zu wem wir wollten. Die Antwort ward uns erspart, denn eine offene Tür zeigte uns ein kleines, geweißnetes Amphi-theatralisches Zimmer, ohne allen gewöhnlichen Schmuck, worin ein Mann stand, der seine Hände in den nur bis zu den Hüften reichenden Hosen stecken hatte und unaufhörlich vor uns Complimente machte. Das Mädchen flüsterte, der ists!“
Lottes Schwester Christiane wollte zunächst nach dem Tod ihres Vaters 1838 den pflegebedürftigen Hölderlin mit in ihren Haushalt nehmen. Lotte übernahm jedoch die Pflege im Turm. Ab Januar 1839 kümmerte sie sich um Hölderlin und erledigte auch die Abrechnungen mit Hölderlins Vormundschaft. Es sind hauptsächlich diese Akten und einige überlieferte Briefe aus späterer Zeit, die Lotte Zimmers Tätigkeit als Hölderlins Pflegerin belegen. Die Nürtinger Pflegschaftsakten wurden erst in den 1990er Jahren entdeckt. 1843 starb Hölderlin in Tübingen, die Todesumstände sind unter anderem durch Briefe Lotte Zimmers belegt.

## Nach Hölderlins Tod
Bis 1865 konnte Lotte Zimmer das Haus noch halten, dann wurde es verkauft, und sie zog für einige Jahre zu ihrer Schwester nach Balingen. Um 1875 wohnte sie wieder in Tübingen, allerdings zur Miete. In Tübingen starb sie unverheiratet 65-jährig am 7. November 1879, etwas mehr als 36 Jahre nach dem Tod von Hölderlin.

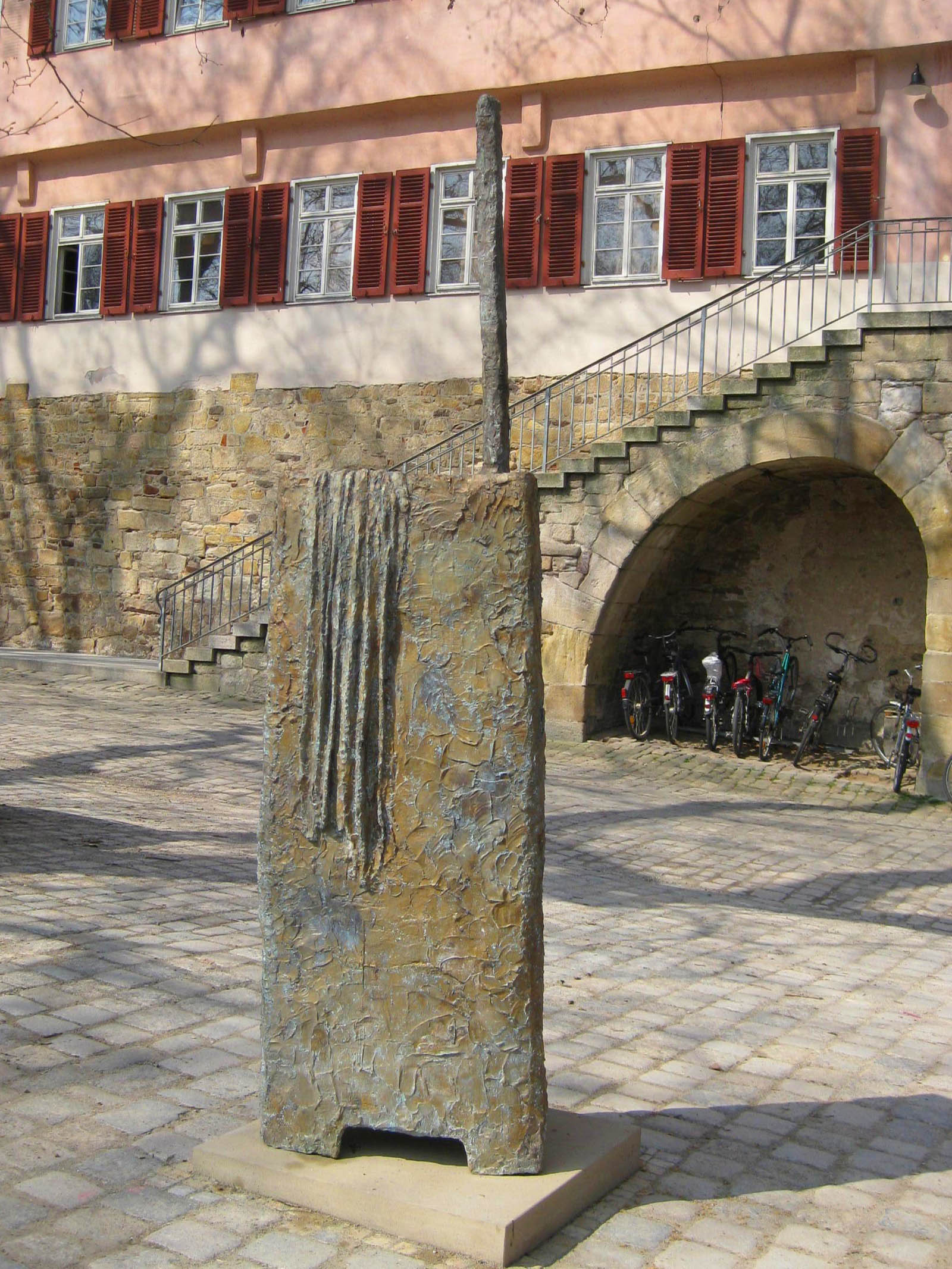
Denkmal für Lotte Zimmer von Johannes Kares in Tübingen auf dem Bursaplatz, 2011

Nach Lotte Zimmer ist das 2006 eröffnete Lotte-Zimmer-Haus des Freundeskreises Mensch in der Tübinger Südstadt, eine Einrichtung für Wohnen und Tagesbetreuung von psychisch kranken Menschen, benannt. In Tübingen erinnert zudem ein Denkmal, eine Bronze von Johannes Kares, an Lotte Zimmer.

## Schriften
- Angelika Overath (Hrsg.): „Von der Realität des Lebens“ – Hir das Blatt: Nachrichten aus dem Alltag mit Friedrich Hölderlin. Mitget. von Lotte Zimmer. Nach bekannten und unbekannten Quellen zusammengestellt von Angelika Overath und Gregor Wittkop. Friedenauer Presse, Berlin 1997